# Újezd u Tišnova
Újezd u Tišnova – gmina w Czechach, w powiecie Brno, w kraju południowomorawskim. 1 stycznia 2014 liczyła 135 mieszkańców.